# رود كاميرون
رود كاميرون (بالإنجليزية: Rod Cameron)‏ (و. 1910 – 1983 م) هو ممثل، من كندا، ولد في كالغاري، توفي في غينسفيل، عن عمر يناهز 73 عاماً.

## وصلات خارجية
- رود كاميرون على موقع IMDb (الإنجليزية)
- رود كاميرون على موقع ألو سيني (الفرنسية)
- رود كاميرون على موقع أول موفي (الإنجليزية)
- رود كاميرون على موقع قاعدة بيانات الأفلام السويدية (السويدية)
- رود كاميرون على موقع إن إن دي بي (الإنجليزية)
- رود كاميرون على موقع قاعدة بيانات الفيلم (الإنجليزية)
- رود كاميرون على موقع كينوبويسك (الروسية)